# スーパーロボット大戦COMPACT2
『スーパーロボット大戦COMPACT2』(スーパーロボットたいせんコンパクトツー)は、バンプレストから発売されたシミュレーションRPG。

## 概要
SDで表現されたロボットたちが競演するクロスオーバー作品「スーパーロボット大戦シリーズ」の一つ。シリーズ内シリーズであるCOMPACTシリーズの2〜4作目にあたるが、前作『スーパーロボット大戦COMPACT』とはストーリー的に関係のない独立した作品である。
本作はシリーズ初の3部構成であり、下記のタイトルで3つのカセットに分けて順番に発売された。スーパーロボット大戦シリーズで初めてサブタイトルがつけられた作品でもある。
1. 『スーパーロボット大戦COMPACT2 第1部:地上激動篇』（-ちじょうげきどうへん）
2. 『スーパーロボット大戦COMPACT2 第2部:宇宙激震篇』（-うちゅうげきしんへん）
3. 『スーパーロボット大戦COMPACT2 第3部:銀河決戦篇』（-ぎんがけっせんへん）

ステージ数は第1部が全31話（分岐を入れると35話）、第2部は全31話（分岐を入れると34話）、第3部は全30話（隠しステージを入れると31話）となっており、『COMPACT2』全体では全92話（分岐や隠しステージを含めた場合、全100話）もの長大なストーリーが特徴である。
第1部と第2部は同時期に地上と宇宙を舞台に起こった戦いを描いており、第3部で第1部と第2部の登場人物たちが合流して最終決戦となる。第1部の主人公はキョウスケ・ナンブ、主人公機はアルトアイゼン。第2部の主人公はエクセレン・ブロウニング、機体はヴァイスリッター。第3部には二人とも登場する。なお、主人公と機体は名称の変更が可能。
前作にはなかった、必殺技などでのカットインイラストの挿入が行われた他、効果音の変更・一部ユニットのグラフィックが描き直されるなど、演出面の強化がなされている。
2002年にPlayStation 2で『スーパーロボット大戦IMPACT』として、新たな要素を加えリメイクされている。ただし、公式に『スーパーロボット大戦IMPACT』が本作のリメイク作品である旨の発表はなされていない。

## 参戦作品
★マークはシリーズ初参戦作品。

### 第1部参戦作品
- 超獣機神ダンクーガ
- ★破邪大星ダンガイオー
- ★忍者戦士飛影
- 機動戦士ガンダム
- 機動戦士ガンダム 第08MS小隊
- 機動戦士ガンダム0080 ポケットの中の戦争
- 機動戦士Ζガンダム
- 機動戦士ガンダム 逆襲のシャア
- 機動戦士ガンダムF91
- 無敵鋼人ダイターン3
- 無敵超人ザンボット3
- 聖戦士ダンバイン
- マジンガーZ
- グレートマジンガー
- ゲッターロボ
- ゲッターロボG
- 超電磁ロボ コン・バトラーV
- 勇者ライディーン
- バンプレストオリジナル

### 第2部参戦作品
- 超獣機神ダンクーガ
- ★マシンロボ クロノスの大逆襲
- 破邪大星ダンガイオー
- 忍者戦士飛影
- 機動戦士ガンダム
- 機動戦士ガンダム0083 STARDUST MEMORY
- 機動戦士Ζガンダム
- 機動戦士ガンダムΖΖ
- 機動戦士ガンダム 逆襲のシャア
- 機動戦士ガンダムF91
- 無敵鋼人ダイターン3
- 無敵超人ザンボット3
- マジンガーZ
- グレートマジンガー
- UFOロボ グレンダイザー
- 超電磁ロボ コン・バトラーV
- 勇者ライディーン
- バンプレストオリジナル

### 第3部参戦作品
- 超獣機神ダンクーガ
- マシンロボ クロノスの大逆襲
- 破邪大星ダンガイオー
- 忍者戦士飛影
- 機動戦士ガンダム
- 機動戦士ガンダム 第08MS小隊
- 機動戦士ガンダム0080 ポケットの中の戦争
- 機動戦士ガンダム0083 STARDUST MEMORY
- 機動戦士Ζガンダム
- 機動戦士ガンダムΖΖ
- 機動戦士ガンダム 逆襲のシャア
- 機動戦士ガンダムF91
- 無敵鋼人ダイターン3
- 無敵超人ザンボット3
- 聖戦士ダンバイン
- マジンガーZ
- グレートマジンガー
- UFOロボ グレンダイザー
- ゲッターロボ
- ゲッターロボG
- 真ゲッターロボ（原作漫画版）
- 超電磁ロボ コン・バトラーV
- 勇者ライディーン
- バンプレストオリジナル

### 解説
新規参戦は第1部に『破邪大星ダンガイオー』『忍者戦士飛影』、第2部で『マシンロボ クロノスの大逆襲』の計3作品。第3部には第1部、第2部の全作品が登場。ワンダースワンのメインのユーザーが20代前後であることを踏まえ、1980年代の作品をメインにすえている。また、登場作品に明記されていないが『超獣機神ダンクーガ』はOVA『超獣機神ダンクーガ 白熱の終章』のストーリーが主軸となっており、『聖戦士ダンバイン』もOVA『New Story of Aura Battler DUNBINE』から一部のキャラクターやユニットが登場する。
『忍者戦士飛影』は原作での飛影の神出鬼没かつ圧倒的な強さが再現されており、『マシンロボ クロノスの大逆襲』は原作通り主人公のロム・ストールが登場時に決め台詞を放ち、その際には専用カットインとBGMが用意されている。
そのほかに、これまでのガンダムシリーズ主導のストーリーのマンネリを打破するため、あまり描かれることのなかったスーパーロボットの敵キャラクターが多数登場し、掘り下げられている。また、第2部にはゲッターロボシリーズが登場しない。これは本シリーズ初。さらに第3部においては『真ゲッターロボ（原作漫画版）』の主役ロボットである真ゲッターロボは、条件を満たさないと登場しない。その条件も第2部主人公機の後継機の入手条件と相反しており、どちらか一方しか入手できない。

### BGM
戦闘BGM
- 機動戦士ガンダム 第08MS小隊 - 嵐の中で輝いて
- 機動戦士ガンダム0080 ポケットの中の戦争 - いつか空に届いて
- 機動戦士ガンダム0083 STARDUST MEMORY - MEN OF DESTINY
- 機動戦士Ζガンダム - Ζ・刻を越えて
- 機動戦士ガンダムΖΖ - アニメじゃない〜夢を忘れた古い地球人よ〜
- 機動戦士ガンダム 逆襲のシャア - SALLY
- 機動戦士ガンダムF91 - 君をみつめて
- マジンガーZ　- マジンガーZ
- グレートマジンガー - おれはグレートマジンガー
- UFOロボ グレンダイザー - とべ グレンダイザー
- ゲッターロボ - ゲッターロボ!
- ゲッターロボG - ゲッターロボ!
- 真ゲッターロボ（原作漫画版） - ゲッターロボ!
- 勇者ライディーン - 勇者ライディーン
- 超電磁ロボ コン・バトラーV　- コン･バトラーVのテーマ
- 破邪大星ダンガイオー - CROSS FIGHT!
- 忍者戦士飛影 - LOVEサバイバー
- マシンロボ クロノスの大逆襲 - マシンロボ･炎
- 超獣機神ダンクーガ - 愛よ、ファラウェイ
- 聖戦士ダンバイン - ダンバイン とぶ
- 無敵鋼人ダイターン3 - カムヒア!ダイターン3
- 無敵超人ザンボット3 - 行け!ザンボット3

イベントなど
- 忍者戦士飛影 - 飛影見参!
- マシンロボ クロノスの大逆襲 - 天空よりの使者

### パッケージ登場機体
第1部
- ゲッタードラゴン（ゲッターロボG）
- コン・バトラーV（超電磁ロボ コン・バトラーV）
- ダンクーガ（超獣機神ダンクーガ）
- ガンダムEz8（機動戦士ガンダム 第08MS小隊）
- ライディーン（勇者ライディーン）
- ダンガイオー（破邪大星ダンガイオー）
- 飛影（忍者戦士飛影）

第2部
- グレンダイザー（UFOロボ グレンダイザー）
- ライディーン
- ΖΖガンダム（機動戦士ガンダムΖΖ）
- コン・バトラーV
- バイカンフー（マシンロボ クロノスの大逆襲）
- 飛影
- ダンガイオー

第3部
- マジンガーZ（マジンガーZ）
- νガンダム（機動戦士ガンダム 逆襲のシャア）
- コン・バトラーV
- ライディーン
- ダンガイオー
- ダンクーガ
- バイカンフー
- 飛影

## システム
ここでは、本作特有のシステムや新規追加・変更されたシステムについて解説する。シリーズ共通のシステムについてはスーパーロボット大戦シリーズのシステムを参照。前作『COMPACT』で採用されたシステムを継承するが、「フリーオーダーシナリオ」は第3部でのみ若干の変更がなされている。
フラグコンバートシステム
本作ではクリアデータを続編に継承するという他のシリーズにない試みがなされている。ワンダースワン本体メモリにクリアデータを転送することにより、第1部から第2部または第3部へ、第2部から第3部への引き継ぎが可能となる。第1部のデータを第2部経由でさらに第3部へ引き継ぐことも可能である。データ引き継ぎを行わずにゲームを開始することもできる（第1部をプレイせず第2部から開始したり、第3部のみのプレイも可能）。
この引き継ぎが様々なイベントに対して影響を及ぼし、隠しユニットの出現や、場合によっては隠しルート分岐、隠しステージの出現などの変化が起きる。その代表的なものは第3部での『機動戦士ガンダム 逆襲のシャア』のストーリーを再現したシナリオ「逆襲のシャア編」の出現である。出現条件は相応に厳しく、第1部および第2部のクリアデータの引き継ぎが最低条件となっており、第1部の段階から計画的なプレイが必要。特定のルートを経由したデータを引き継ぐことで初めて出現する隠し要素も多い。
なお、第2部のパッケージイラストにはコン・バトラーVが描かれているが、第1部のフラグを引き継いだ場合、第2部には登場しない。このフラグは第3部のコン・バトラーV登場タイミングにも影響を及ぼす。
サポートアクションシステム
戦闘時に隣接する友軍ユニットが援護を行うシステム。1997年発売の『スーパーロボット大戦F』に存在した精神コマンド「みがわり」（指定した友軍機が攻撃された際、代わりに被弾する）を発展させたもの。攻撃時に追加攻撃を行うサポートアタック（援護攻撃）と、被弾時にダメージを肩代わりするサポートガード（援護防御）の2種類が存在。本作では援護されるユニットと援護するユニットが同じ高度にいる必要があり、飛行可能なユニットであっても地上から空中には援護できない。また援護可能な場合は必ず援護行動を取り、援護攻撃時の武装も自動的に選択される。
サポートアクションシステムは以降の作品でも「援護システム」と表記を変えて定着し、標準的なシステムとなる。2001年発売の『スーパーロボット大戦α外伝』および『スーパーロボット大戦A』では援護行動のキャンセルが可能になり、2002年発売の『スーパーロボット大戦R』で完全にプレイヤーが援護行動をコントロール可能になった。

### 原作設定を再現したシステム
合体（忍者戦士飛影）
飛影系のユニットが持つ能力。第1部・第2部では黒獅子・鳳雷鷹・爆竜のうち、気力110を超えたユニットと合体する。対象が複数の場合は一定の確率で決まる（黒獅子の確率が高く鳳雷鷹、爆竜の順）。合体後の改造度は黒獅子・鳳雷鷹・爆竜のものがそれぞれ反映される。
第3部では飛影入手イベント発生までは第1部・第2部と同様。イベント以降は黒獅子・鳳雷鷹・爆竜のコマンドに気力120以上で「合体」が追加され、飛影が出撃している場合に合体可能となる。
合身（マシンロボ クロノスの大逆襲）
ケンリュウのみの能力。気力130以上でコマンドに「合身」が追加され、バイカンフーへ合身が可能となる。合身すると専用のデモが挿入され、HP・ENが最大まで回復する。

## スタッフ
Producer
Soichiro Morizumi
Scenario
Soichiro Morizumi
Charactor Illustration
Sachiko Kono
Original Character Design
Kazue Saito
※ゲーム内の表記がアルファベットのためそのまま記載。

## プロモーション

### テレビCM
第1部
ゲーム映像を使用したCMで、ナレーションは若本規夫。
第2部
ゲーム映像を使用したCMで、ナレーションは『マシンロボ クロノスの大逆襲』でロム・ストール役の井上和彦。最後に「人、それを第2部と言う」とロム・ストール風の決め台詞で締める。

### 購入特典
第1部
予約特典は、トレーディングカードゲーム『スーパーロボット大戦 スクランブルギャザー』の特典カード。「P-WS1 エクセレン=ブロウニング」および「U-WS1 アルトアイゼン」。
第2部
予約特典は、『スーパーロボット大戦 スクランブルギャザー』の特典カード。「U-WS2 ヴァイスリッター」および「I-WS4 ロンド・ベル隊」。
第3部
予約特典は、3作のパッケージイラストとオリジナル主人公がプリントされたオリジナルシール。

## 関連商品

### 攻略本
- スーパーロボット大戦COMPACT2 第1部:地上激動篇 パーフェクトガイド ISBN 9784797312645
- スーパーロボット大戦COMPACT2 第2部:宇宙激震篇 パーフェクトガイド ISBN 9784797314281
- スーパーロボット大戦COMPACT2 第3部:銀河決戦篇 パーフェクトガイド ISBN 9784797315257
- スーパーロボット大戦COMPACT2 第1部:地上激動篇 攻略聖典 ISBN 9784840100779
- スーパーロボット大戦COMPACT2 第2部:宇宙激震篇 攻略聖典 ISBN 9784840101523
- スーパーロボット大戦COMPACT2 第3部:銀河決戦篇 攻略聖典 ISBN 9784840102353
- ワンダースワン必勝法スペシャル スーパーロボット大戦COMPACT2 第1部:地上激動篇 ISBN 9784766934830
- ワンダースワン必勝法スペシャル スーパーロボット大戦COMPACT2 第2部:宇宙激震篇 ISBN 9784766937459
- ワンダースワン必勝法スペシャル スーパーロボット大戦COMPACT2 第3部:銀河決戦篇 ISBN 9784766936254
- スーパーロボット大戦COMPACT2 第1部:地上激動篇 完全攻略ガイド ISBN 9784840215473
- スーパーロボット大戦COMPACT2 第2部:宇宙激震篇 完全攻略ガイド ISBN 9784840216524
- スーパーロボット大戦COMPACT2 第3部:銀河決戦篇 完全攻略ガイド ISBN 9784840216715
- スーパーロボット大戦COMPACT2 第1部:地上激動篇 必勝攻略法 ISBN 9784575162141
- スーパーロボット大戦COMPACT2 第2部:宇宙激震篇 必勝攻略法 ISBN 9784575162356
- スーパーロボット大戦COMPACT2 第3部:銀河決戦篇 必勝攻略法 ISBN 9784575162486

### コミック
スーパーロボット大戦COMPACT2 4コマKINGS
2001年5月15日初版、一迅社、DNAメディアコミックス。ISBN 9784921066918
複数作家による二次創作4コマ漫画。